# Digitaria parva
Digitaria parva är en gräsart som beskrevs av Jason Richard Swallen. Digitaria parva ingår i släktet fingerhirser, och familjen gräs. Inga underarter finns listade i Catalogue of Life.